# پزشکی لیزری

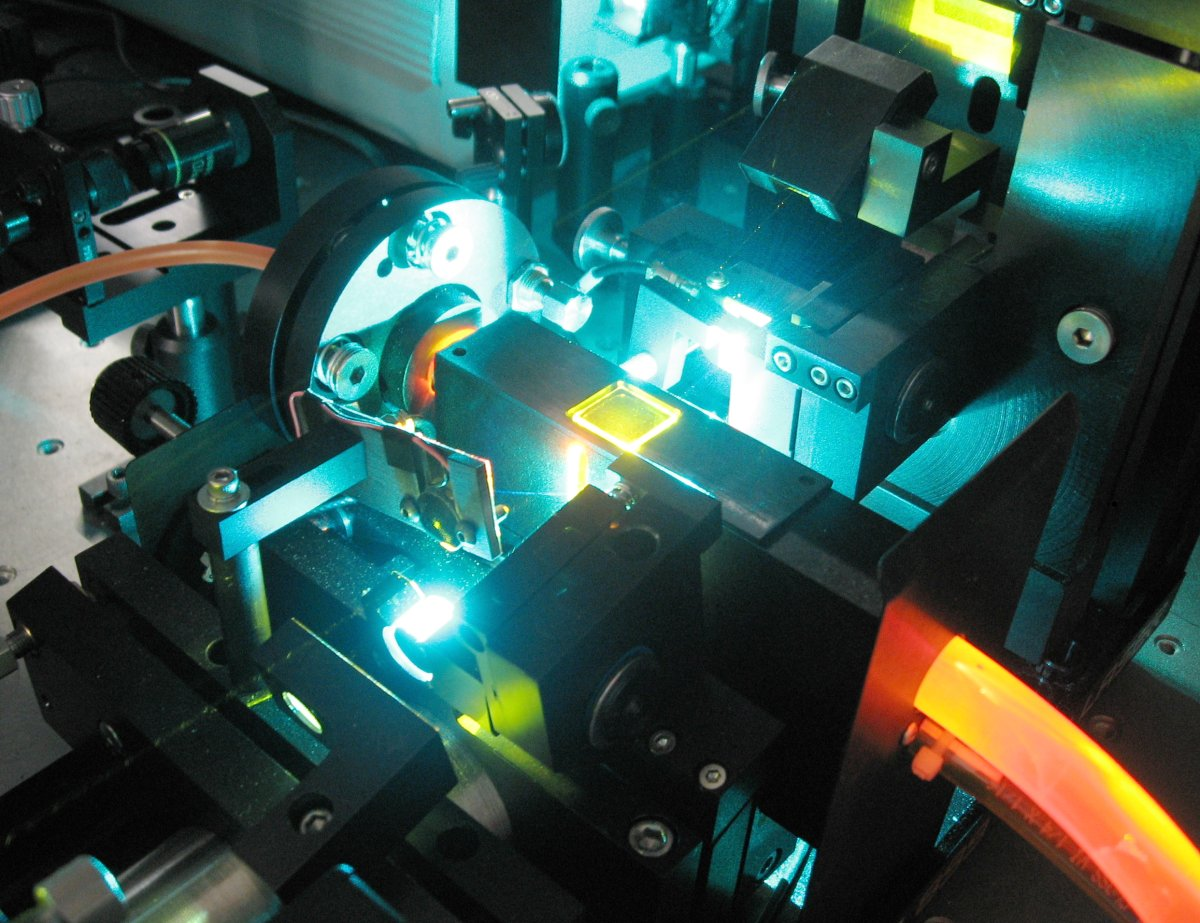
نوعی از لیزر Dye متعارف که در سامانه‌های اولیه لیزری از آن استفاده می‌شود.

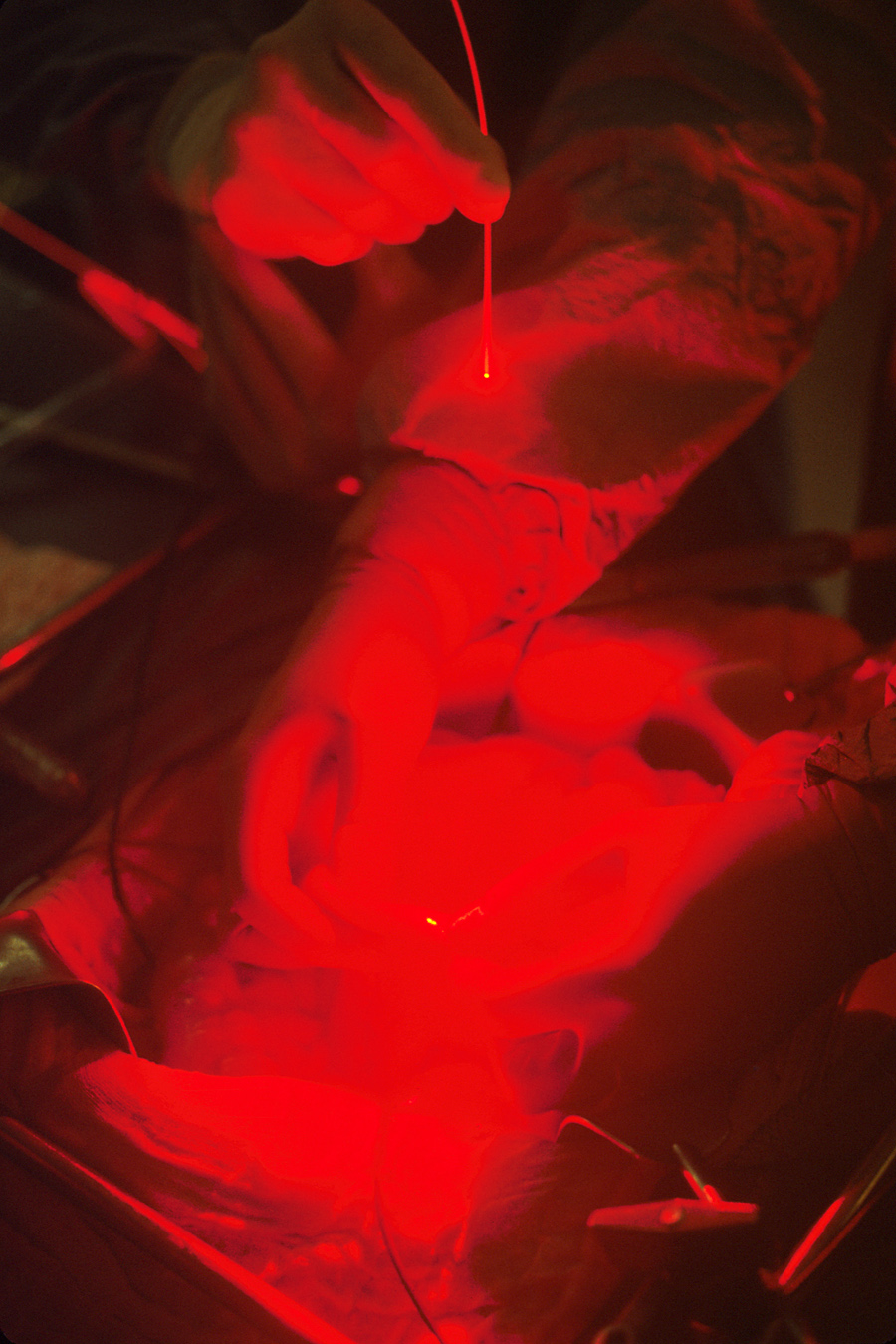
تشعشعات لیزری که از درون یک فیبر و برای درمان فوتوداینمیک از آن استفاده می‌شود

پزشکی لیزری به کاربردهای گوناگون لیزر در تشخیص پزشکی، درمان یا مداوا گفته می‌شود. لیزرهایی که در پزشکی استفاده می‌شوند از انواع مختلف لیزر بهره می‌گیرند.

## منبع
مشارکت‌کنندگان ویکی‌پدیا. «Laser medicine». در دانشنامهٔ ویکی‌پدیای انگلیسی، بازبینی‌شده در ۲۴ دسامبر ۲۰۰۹.